# Saint-Momelin
Saint-Momelin è un comune francese di 410 abitanti situato nel dipartimento del Nord nella regione dell'Alta Francia.

## Società

### Evoluzione demografica
Abitanti censiti